# Comuna Petriș, Vînohradiv
Petriș (în ucraineană Пийтерфолво, transliterat: Pîiterfolvo, în maghiară Tiszapéterfalva) este o comună în raionul Vînohradiv, regiunea Transcarpatia, Ucraina, formată din satele Fargolani, Petriș (reședința) și Boceni.

## Demografie
Componența lingvistică a comunei Petriș
     Maghiară (96,95%)
     Ucraineană (2,73%)
     Alte limbi (0,25%)
Conform recensământului din 2001, majoritatea populației comunei Petriș era vorbitoare de maghiară (96,95%), existând în minoritate și vorbitori de ucraineană (2,73%).